# Predajná (przystanek kolejowy)
Predajná – przystanek kolejowy znajdujący się we wsi Predajná w Kraju Bańskobystrzyckim na linii kolejowej 172 Banská Bystrica – Červená Skala na Słowacji.